# Coupe de Tunisie masculine de basket-ball
La coupe de Tunisie de basket-ball est une compétition de basket-ball disputée chaque année en Tunisie depuis 1958.

## Palmarès
- 1959 : Zitouna Sports
- 1960 : Association sportive française
- 1961 : Étoile sportive radésienne
- 1962 : Union sportive radésienne
- 1963 : Union sportive radésienne
- 1964 : Union sportive radésienne
- 1965 : Union sportive radésienne
- 1966 : Stade nabeulien
- 1967 : Zitouna Sports
- 1968 : Union sportive radésienne
- 1969 : Zitouna Sports
- 1970 : Radès Transport Club
- 1971 : Radès Transport Club
- 1972 : Radès Transport Club
- 1973 : Stade nabeulien
- 1974 : Jeunesse athlétique de Bougatfa
- 1975 : Club sportif des cheminots
- 1976 : Club sportif des cheminots
- 1977 : Espérance sportive de Tunis
- 1978 : Espérance sportive de Tunis
- 1979 : Espérance sportive de Tunis
- 1980 : Stade nabeulien
- 1981 : Étoile sportive du Sahel
- 1982 : Club africain
- 1983 : Sfax railway sport
- 1984 : Étoile olympique La Goulette Kram
- 1985 : Ezzahra Sports
- 1986 : Étoile olympique La Goulette Kram
- 1987 : Espérance sportive de Tunis
- 1988 : Ezzahra Sports
- 1989 : Espérance sportive de Tunis
- 1990 : Stade nabeulien
- 1991 : Ezzahra Sports
- 1992 : Étoile olympique La Goulette Kram
- 1993 : Stade nabeulien
- 1994 : Espérance sportive de Tunis
- 1995 : Ezzahra Sports
- 1996 : Stade nabeulien
- 1997 : Stade nabeulien
- 1998 : Ezzahra Sports
- 1999 : Club africain
- 2000 : Union sportive monastirienne
- 2001 : Club africain
- 2002 : Jeunesse sportive kairouanaise
- 2003 : Club africain
- 2004 : Stade nabeulien
- 2005 : Jeunesse sportive kairouanaise
- 2006 : Dalia sportive de Grombalia
- 2007 : Stade nabeulien
- 2008 : Stade nabeulien
- 2009 : Stade nabeulien
- 2010 : Stade nabeulien
- 2011 : Étoile sportive du Sahel
- 2012 : Étoile sportive du Sahel
- 2013 : Étoile sportive du Sahel
- 2014 : Club africain
- 2015 : Club africain
- 2016 : Étoile sportive du Sahel
- 2017 : Étoile sportive de Radès
- 2018 : Étoile sportive de Radès
- 2019 : Étoile sportive de Radès
- 2020 : Union sportive monastirienne
- 2021 : Union sportive monastirienne
- 2022 : Union sportive monastirienne
- 2023 : Union sportive monastirienne
- 2024 : Club africain
- 2025 : Union sportive monastirienne

## Bilan par club
| Club                              | Ville       | Titres | Années                                                                 |
| --------------------------------- | ----------- | ------ | ---------------------------------------------------------------------- |
| Stade nabeulien                   | Nabeul      | 12     | 1966, 1973, 1980, 1990, 1993, 1996, 1997, 2004, 2007, 2008, 2009, 2010 |
| Étoile sportive de Radès          | Radès       | 12     | 1961, 1962, 1963, 1964, 1965, 1968, 1970, 1971, 1972, 2017, 2018, 2019 |
| Club africain                     | Tunis       | 7      | 1982, 1999, 2001, 2003, 2014, 2015, 2024                               |
| Union sportive monastirienne      | Monastir    | 6      | 2000, 2020, 2021, 2022, 2023, 2025                                     |
| Espérance sportive de Tunis       | Tunis       | 6      | 1977, 1978, 1979, 1987, 1989, 1994                                     |
| Ezzahra Sports                    | Ezzahra     | 5      | 1985, 1988, 1991, 1995, 1998                                           |
| Étoile sportive du Sahel          | Sousse      | 5      | 1981, 2011, 2012, 2013, 2016                                           |
| Étoile olympique La Goulette Kram | La Goulette | 3      | 1984, 1986, 1992                                                       |
| Zitouna Sports                    | Tunis       | 3      | 1959, 1967, 1969                                                       |
| Jeunesse sportive kairouanaise    | Kairouan    | 2      | 2002, 2005                                                             |
| Club sportif des cheminots        | Tunis       | 2      | 1975, 1976                                                             |
| Dalia sportive de Grombalia       | Grombalia   | 1      | 2006                                                                   |
| Sfax railway sport                | Sfax        | 1      | 1983                                                                   |
| Jeunesse athlétique de Bougatfa   | Tunis       | 1      | 1974                                                                   |
| Association sportive française    | Tunis       | 1      | 1960                                                                   |